# Clifton Sprague
Clifton Albert Frederick « Ziggy » Sprague, né le 8 janvier 1896 à Dorchester et mort le 11 avril 1955 à San Diego, est un vice-amiral américain.
L'USS Clifton Sprague (FFG-16) est nommé en son honneur.

## Carrière
Entré à l'académie navale d'Annapolis en 1914, il servit à bord de plusieurs navires durant la 1° Guerre Mondiale, dans des tâches d'escorte de convois, puis comme officier d'artillerie sur un cuirassé.
À la fin de la guerre, il épousa la sœur de l'écrivain Scott Fitzgerald.
Dans l'entre-deux-guerres, et dans le contexte d'une controverse entre anciens et modernes au sujet du rôle de l'aviation navale embarquée (Cf Billy Mitchell et l'affaire de l'Ostfriesland), il se passionna pour l'aviation, passa ses brevets de pilote d'hydravion et d'avion puis fut affecté à bord d' un bâtiment support d'hydravions, l'USS Wright. Pilote d'essai, il s'impliqua dans les dangereux tests des systèmes de crosses d'appontage et de brins d'arrêt effectués à la base navale de Hampton Roads.
Il participa avec l'ingénieur Carl Norden à la mise au point du viseur Norden, l'instrument de visée de bombardement réputé le plus précis du second conflit mondial.
Embarqué sur le porte-avions flambant neuf USS Yorktown, il testa les système de catapulte et réalisa les premiers appontages. Promu Commander (équivalent à un Capitaine de frégate) et officier d'aviation du Yorktown en 1939, il se vit ensuite confier son premier commandement à la mer, un pétrolier ravitailleur d'escadre.
En 1942 il fut chargé de la lutte anti-sous marine au large des côtes atlantiques de La Floride où les U boot allemands faisaient un véritable carnage, la marine marchande américaine n'ayant pas encore adopté les mesures nécessaires.
En octobre 1943 il se vit confier le tout nouveau porte-avions d'Escadre USS Wasp à bord duquel il participa à l'invasion de Saipan et à la bataille de la mer des Philippines. Promu Contre-amiral (à 48 ans ) Il se vit confier une escadre de porte avions d'escorte des navires peu défendus destinés à fournir un appui antiaérien aux convois de ravitaillement.
Son heure de gloire fut la bataille (ou plutôt la succession de batailles) du Golfe de Leyte, une affaire à la fois gigantesque et confuse préludant à la reconquête des Iles Philippines par les américains.
En raison d'une multitude de facteurs, dont un manque de renseignements, de transmission d'informations et d'une erreur majeure d'appréciation de l'Amiral William Halsey, sa flotte de porte-avions légers et de destroyers se retrouva sous un déluge de feu déchaîné par la flotte japonaise, largement plus puissante, de l'Amiral Kurita . Il parvint cependant, par une série brillante de manœuvres tactiques (attaques réelles ou simulées de son aviation, écrans de fumée, attaques risquées de ses destroyers d'escorte) à limiter les dégâts (un seul petit porte-avions, le Gambier Bay fut coulé, ainsi que trois autres navires secondaires, mais la plupart de ses navires furent plus ou moins gravement avariés) et surtout à dissuader Kurita de bombarder les vulnérables navires de débarquement américains qui investissaient les rivage du Golfe de Leyte. Pour cette action, il reçut la Navy Cross, la seconde plus importante décoration navale américaine.
Il participa ensuite à l'invasion du Japon et prit une part active dans l'organisation des tests nucléaires de l'Atoll de Bikini. Commandant après guerre la défense de l'Alaska lors de la Guerre Froide. Malade du cœur, il prit sa retraite en 1951 avec le grade de Vice-Amiral et décéda en 1955, âgé de 59 ans.
Son nom fut honoré par la frégate lance missiles USS Clifton Sprague de la classe USS Oliver Hazard Perry (vendue à la marine Turque en 1977).